# Chrysis impressa
Chrysis impressa är en stekelart som beskrevs av Schenck 1856. Chrysis impressa ingår i släktet Chrysis, och familjen guldsteklar. Arten är reproducerande i Sverige.